# Chogo
Koordinaten: 5° 2′ S, 38° 20′ O
Chogo (deutsch auch Tschogo) ist eine Siedlung im Distrikt Handeni in der Region Tanga im Nordosten Tansanias, die von der tansanischen Regierung und dem UNHCR für rund 3000 somalische-Bantu-Flüchtlinge eingerichtet wurde. Sie liegt innerhalb des Gebietes der Ethnie der Zigula.
Die Flüchtlinge stammen größtenteils von Sklaven ab, die im 19. Jahrhundert durch den ostafrikanischen Sklavenhandel aus diesem Gebiet nach Somalia gebracht worden waren. Viele sprechen bis heute die Zigula-Sprache und haben Traditionen der Zigula beibehalten. In Somalia waren die Sklaven bzw. ihre Nachkommen nach ihrer Flucht oder Freilassung eine diskriminierte Minderheit geblieben.
Nach Ausbruch des somalischen Bürgerkrieges waren sie Anfang der 1990er Jahre auf dem Seeweg nach Mombasa (Kenia) und von dort weiter in die Tanga-Region geflohen. Dort wurden sie zunächst in der Flüchtlingssiedlung Camp Mkuyu bei Handeni untergebracht.
2003 konnten die etwa 3000 Flüchtlinge in Chogo einziehen, wo ihnen Infrastrukturen und Land für eine Existenz als Kleinbauern zur Verfügung gestellt wurden.
Chogo ist mit einer Gesundheitsstation, Schulen, einem Markt und einer Polizeistation ausgestattet. Diese Einrichtungen der Siedlung sollen auch den rund 1000 Einheimischen zugutekommen. Der Bau von Chogo kostete etwa zwei Mio. US-Dollar. Die Lebensumstände sind jedoch, nachdem die UNHCR das Lager nach drei Jahren an die lokalen Behörden übergeben hat, besorgniserregend: Die Lagerinsassen müssen beispielsweise den Klinikaufenthalt und Medikamente selbst bezahlen, daher ging der Gesundheitsservice inzwischen dramatisch zurück. Es bestehen auch kaum Erwerbsmöglichkeiten, daher nimmt die Kriminalität zu.
Den Flüchtlingen wurde gestattet, die tansanische Staatsbürgerschaft zu beantragen, was bislang Hunderte mit Erfolg taten. So erhielten am Weltflüchtlingstag 2007 550 von ihnen die entsprechenden Dokumente, 2008 erhielten 202 zu diesem Anlass die Staatsbürgerschaft.